# ABC Signature
ABC Signature – amerykańskie studio zajmujące się produkcją telewizyjną. Jest jednostką zależną Walt Disney Television, dywizji The Walt Disney Company. Zostało uruchomione w 1985 roku jako Touchstone Television W latach 2007–2020 funkcjonowało pod nazwą ABC Studios. W 2020 roku nazwa studia została zmieniona po połączeniu z ABC Signature Studios.

## Historia

### Touchstone Television
W latach 1984–1985 ówczesny prezes The Walt Disney Company Michael Eisner wykorzystał markę Touchstone do produkcji telewizyjnej. Powstał wtedy serial Wildside, a w kolejnym sezonie telewizyjnym rozpoczęto produkcję Złotka.
W 1989 roku Walt Disney Television i Touchstone Television zostały zgrupowane pod kierownictwem Gartha Anciera. W 1992 roku Touchstone Television zajęła się produkcją dłuższych form dla telewizji, koncentrując się na filmach telewizyjnych dla starszej publiczności. W 1994 roku Richard Frank został szefem Walt Disney Television and Telecommunications, nowej dywizji, do której przeniesiono Touchstone Television i inne jednostki telewizyjne ze studiów Disneya. W 1996 roku, po fuzji Disneya i Capital Cities/ABC, Walt Disney Television and Telecommunications zostało rozdzielone pomiędzy inne dywizje, a Touchstone Television powróciło do Walt Disney Studios. W 1998 roku studio podlegało pod Buena Vista Television Productions. W 2000 roku w Touchstone Television utworzono dwa departamenty, zajmujące się odpowiednio komedią i dramatem.

### ABC Studios

Logo ABC Studios

W lutym 2007 roku, wskutek restrukturyzacji firmy, Touchstone Television zostało przemianowane na ABC Studios. W styczniu 2009 roku Disney-ABC Television Group ograniczyła zatrudnienie o 5%. W czerwcu 2009 roku ABC Entertainment poinformowało o nowej organizacji jednostki jako ABC Entertainment Group konsolidując funkcje biznesowe i dystrybucję. W październiku 2012 roku utworzona została marka ABC Signature Studios, która zajęła się produkcją seriali dla zewnętrznych stacji telewizyjnych.
Na początku 2016 roku powołano ABC Studios International, która zajęła się lokalnymi produkcjami zagranicznymi. Rok później powstała pierwsza koprodukcja, australijski serial Patolog. W 2017 roku studio rozszerzyło swoją działalność o produkcję filmów dokumentalnych, teleturniejów i programów reality.

### ABC Signature Studios

Logo ABC Signature Studios

ABC Studios rozpoczęło sprzedaż swoich produkcji zewnętrznym stacjom telewizyjnym. Przeniesiona została emisja serialu Cougar Town: Miasto kocic do TBS, a Pokojówki z Beverly Hills wyprodukowano dla Lifetime. ABC Signature Studios powstało w październiku 2012 roku, aby kontynuować ten trend. Studio rozpoczęła szerszą współpracę z TBS, A&E i We TV. Od 2014 roku Signature zajęło się również produkcją dla Freeform, komercyjnej, siostrzanej stacji ABC.

### ABC Signature
Pod koniec marca 2019 roku nastąpiło sfinalizowanie transakcji zakupu aktywów 21st Century Fox przez The Walt Disney Company. Wskutek tego nastąpiła reorganizacja firmy, a ABC Studios i ABC Signature Studios stały się jednostkami Disney Television Studios. W sierpniu 2020 roku podczas kolejnej restrukturyzacji obie marki zostały połączone w jedną tworząc ABC Signature. Nastąpił wtedy również rebranding studiów przejętych przez Disneya rok wcześniej. 20th Century Fox Television zmieniono na 20th Television. Reaktywowano też markę Touchstone Television, która zastąpiła Fox 21 Television Studios.